# Minardi PS01
Chronologie des modèles (2001)
Minardi M02 Minardi PS02
La Minardi PS01 est la monoplace de la Scuderia Minardi engagée lors de la saison 2001 de Formule 1. Elle est pilotée par le Brésilien Tarso Marques qui n'a pas couru dans la discipline-reine depuis la saison 1997, par l'Espagnol Fernando Alonso, le protégé de Flavio Briatore et le Malaisien Alex Yoong, qui remplace Marques en fin de saison. La PS01 est équipée d'un moteur European, qui est en réalité un moteur Ford-Cosworth Zetec-R rebadgé et dont la conception remonte à 1998.

## Historique

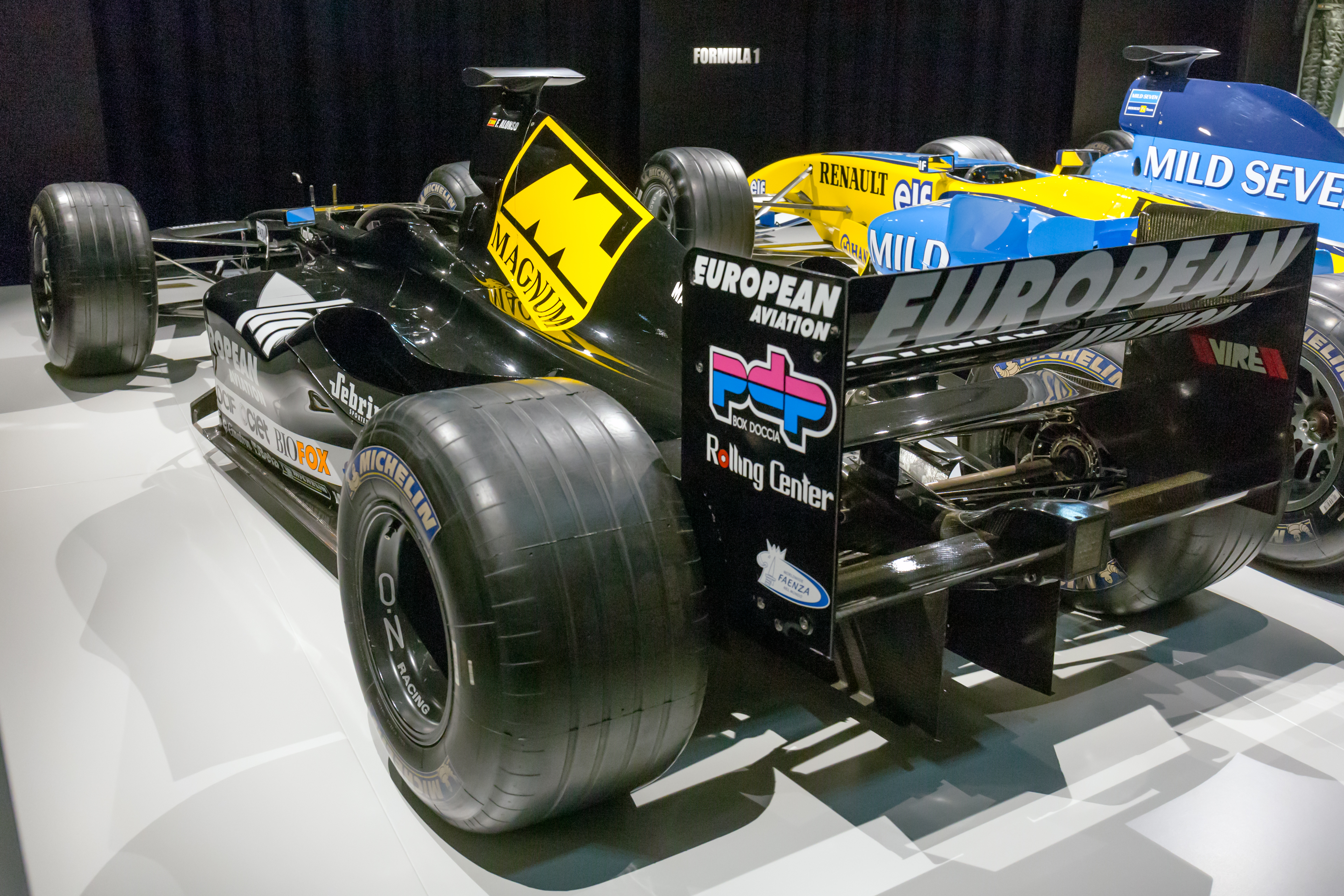
Le train arrière de la Minardi PS01.

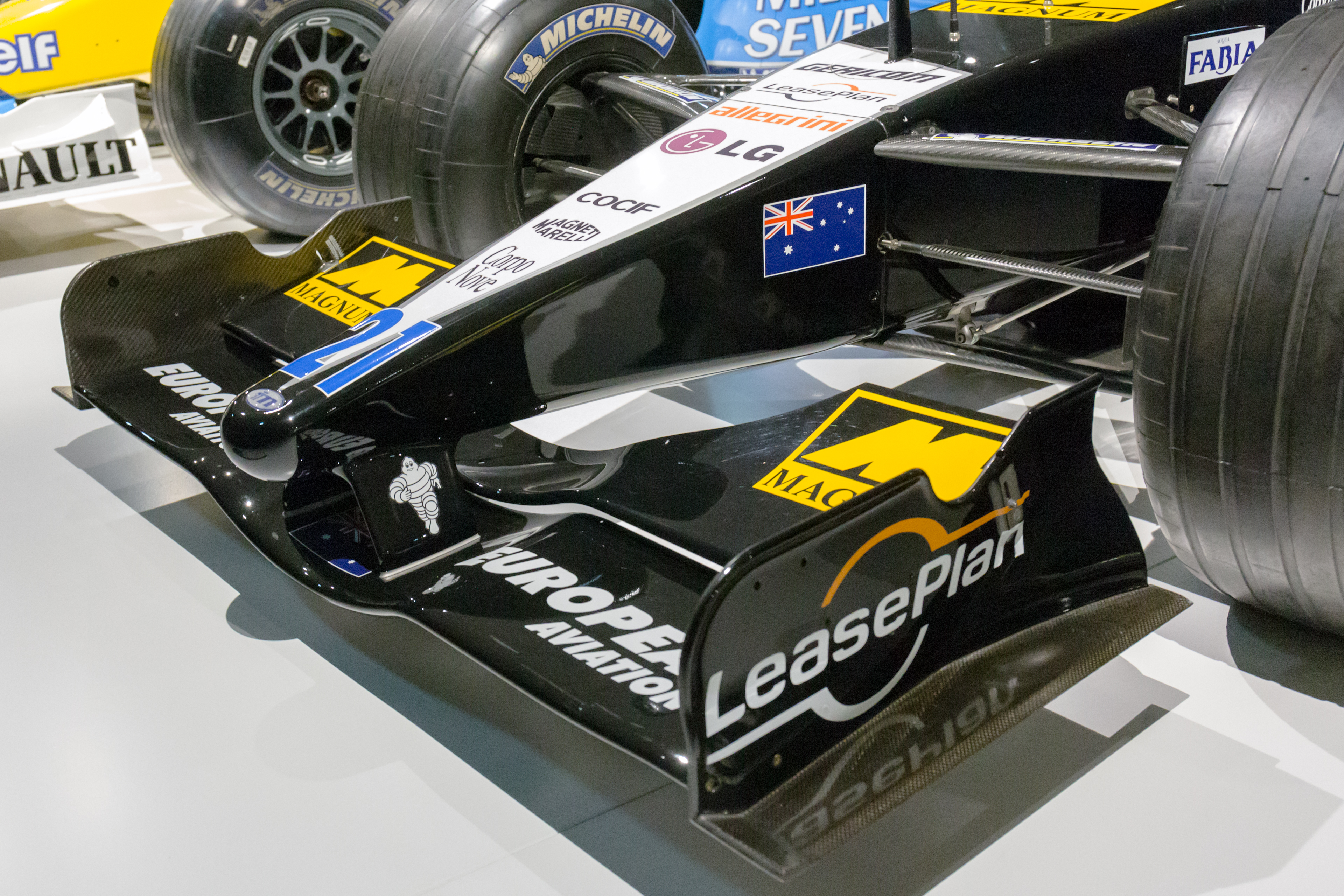
L'aileron avant de la Minardi PS01.

La nouvelle dénomination des monoplaces Minardi symbolise le rachat de l'écurie italienne par Paul Stoddart. La PS01 a été conçue hâtivement, notamment la voiture de Tarso Marques, qui est assemblée lors du Grand Prix inaugural en Australie, où Fernando Alonso est le seul pilote Minardi à terminer la course. La voiture est conçue par l'ingénieur autrichien Gustav Brunner mais elle a été mise en défaut par le manque de participation aux essais hivernaux et par le vieux moteur Ford Zetec-R, rebadgé European, le nom de la société de Stoddart. Enfin, Brunner quitte Minardi en milieu de saison pour rejoindre Toyota F1 Team, qui ambitionne de s'engager en Formule 1 l'année suivante.
Malgré ces embûches, les PS01 sont relativement compétitives, la meilleure performance de l'année étant une neuvième place de Marques au Canada tandis que le débutant Fernando Alonso parvient à se battre dans le milieu de classement. Toutefois, Marques ne se qualifie pas au Grand Prix de Grande-Bretagne tandis que son jeune coéquipier signe sa meilleure performance de l'année avec une dixième et dernière place, juste derrière les Arrows. En Belgique une version B est engagée en course, avec notamment un nouvel aileron arrière et une nouvelle boîte de vitesses. Marques est remplacé par Alex Yoong à partir du Grand Prix d'Italie, qui ne rallie l'arrivée qu'à la dernière course de la saison, au Japon.
À la fin de la saison, la Scuderia Minardi termine à la onzième et dernière place du championnat des constructeurs sans avoir inscrit de point. Tarso Marques quitte l'écurie et Alex Yoong le remplace pour la saison suivante, devenant ainsi le premier pilote malaisien de l'histoire de la Formule 1.

## Résultats en championnat du monde de Formule 1

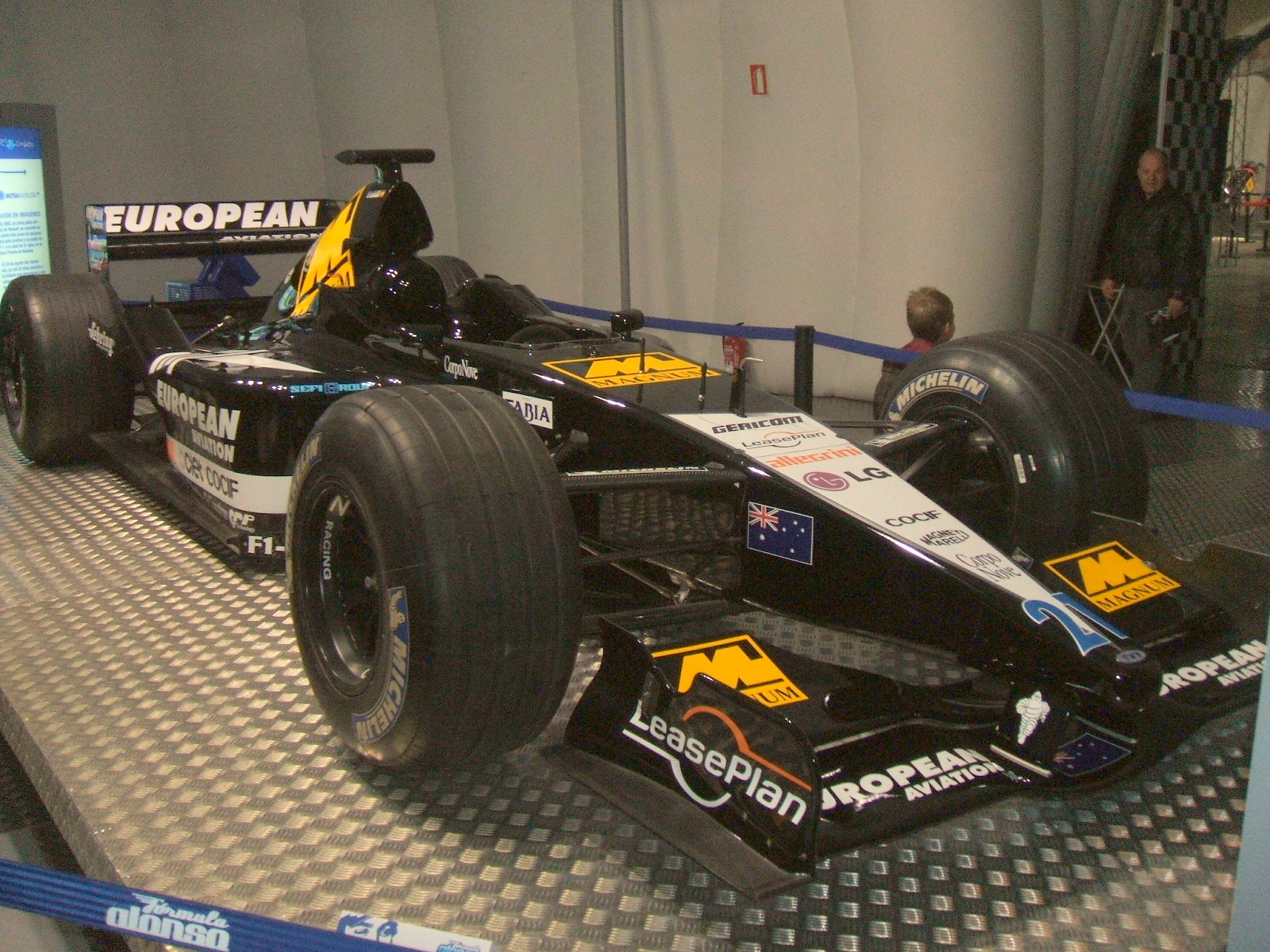
La Minardi PS01 de Fernando Alonso lors d'une exposition.

| Saison | Écurie              | Moteur       | Pneus    | Pilotes         | Courses | Courses | Courses | Courses | Courses | Courses | Courses | Courses | Courses | Courses | Courses | Courses | Courses | Courses | Courses | Courses | Courses | Points inscrits | Classement |
| Saison | Écurie              | Moteur       | Pneus    | Pilotes         | 1       | 2       | 3       | 4       | 5       | 6       | 7       | 8       | 9       | 10      | 11      | 12      | 13      | 14      | 15      | 16      | 17      | Points inscrits | Classement |
| ------ | ------------------- | ------------ | -------- | --------------- | ------- | ------- | ------- | ------- | ------- | ------- | ------- | ------- | ------- | ------- | ------- | ------- | ------- | ------- | ------- | ------- | ------- | --------------- | ---------- |
| 2001   | European Minardi F1 | European V10 | Michelin |                 | AUS     | MAL     | BRÉ     | SMR     | ESP     | AUT     | MON     | CAN     | EUR     | FRA     | GBR     | ALL     | HON     | BEL     | ITA     | USA     | JAP     | 0               | 11e        |
| 2001   | European Minardi F1 | European V10 | Michelin | Tarso Marques   | Abd     | 14e     | 9e      | Abd     | 16e     | Abd     | Abd     | 9e      | Abd     | 15e     | Nq      | Abd     | Abd     | 13e     |         |         |         | 0               | 11e        |
| 2001   | European Minardi F1 | European V10 | Michelin | Alex Yoong      |         |         |         |         |         |         |         |         |         |         |         |         |         |         | Abd     | Abd     | 16e     | 0               | 11e        |
| 2001   | European Minardi F1 | European V10 | Michelin | Fernando Alonso | 12e     | 13e     | Abd     | Abd     | 13e     | Abd     | Abd     | Abd     | 14e     | 17e     | 16e     | 10e     | Abd     | Abd     | 13e     | Abd     | 11e     | 0               | 11e        |

Légende : ici 